# Neomyia rubrifacies
Neomyia rubrifacies är en tvåvingeart som först beskrevs av Malloch 1923.  Neomyia rubrifacies ingår i släktet Neomyia och familjen husflugor. Inga underarter finns listade i Catalogue of Life.